# Biograph Records
Biograph Records ist ein zuletzt in Somerville, Massachusetts ansässiges US-amerikanisches Plattenlabel, das 1967 von Arnold S. Caplin gegründet, später von dessen Sohn Alan Caplin weitergeführt wurde. Es ist auf Ragtime-, Jazz- und Blues-Musik spezialisiert, im Katalog vertretene Künstler sind beispielsweise Scott Joplin, Jelly Roll Morton, Eubie Blake, Skip James und Son House.
Im Jahre 2002 wurde Biograph Records (und andere, ebenfalls von Arnold S. und Alan Caplin betriebene Label wie Melodeon, Center, Regal und Dawn) von Retropolis Entertainment, einer Neugründung der ehemaligen Rhino Entertainment-Betreiber Richard Foos und Robert Emmer, aufgekauft. Nachdem sich Retropolis ein Jahr später in Shout! Factory umbenannt hat, haben die neuen Besitzer begonnen, unter Weiterführung des Markennamens Biograph CDs mit Biograph-Material wiederzuveröffentlichen.

## Weblink
- Website von Biograph Records (Memento vom 20. März 2003 im Internet Archive)